# Evolve
Evolve је пуцачка игра из првог лица коју је развио Turtle Rock Studio (енгл. Turtle Rock Studios), а коју је објавила 2K Gejms. Најављена је у јануару 2014. године, а објављена је широм света за Microsoft Windows, PlayStation 4 и Xbox One у фебруару 2015. године. Evolve користи асиметричну мултиплејер структуру, где се пет играча боре један против другог на планети која се зове Шир (енгл. Shear) .Четворица играју као ловци и један као чудовиште. Игра ловаца заснива се на дизајну пуцача из првог лица, док се чудовиште контролише из перспективе треће особе. Циљ ловаца је да елиминише чудовиште, док је циљ чудовишта да поједе дивље животиње и еволуира како би постао јачи пре убијања ловаца.
Еволв је био први велики пројекат програмерске компаније Туртл Рок Студио након што се компанија одвојила од комапније Валв (енгл. Valve) 2011. године. Концепт за Еволв постојао је и пре развоја њихове претходне игре, Left 4 Dead. Инспирисане ловачким играма као што су Cabela's Big Game Hunter и Deer Hunter идеја је била имати плен који може да узврати ударац. Дизајн чудовишта је првобитно требао да буде езотеричан, али је то касније укинуто. Туртл Рок је наишао на потешкоће када је тражио издаваче који би могли да обезбеде финансирање и маркетинг за игру. THQ је првобитно постављен да послужи као издавач игре, али права на франшизу и издавање пренесена су на Take-Two Interactive након што је THQ банкротирао крајем 2012. године.
Пре изласка игре, Еволв је позитивно примљен и освојио је награду "Најбољи на изложби" на Е3 2014 и Гејмском-у 2014. године. По изласку игра је добила измешане критике, уз похвале углавном усмерене на асиметричну структуру игре, контроле и дизајна. Међутим, добила је критику за систем напредовања и лагану причу и ток игре, као и велику количину припремљеног садржаја за преузимање. Еволве је био комерцијални успех, иако се база играча смањила након пуштања на тржиште. Игра је накратко била бесплатна за играње пре него што је 2К Games у септембру 2018. године угасио сервере.

## Заплет
Игра је постављена у измишљеној будућности где су људи успешно открили начине за опстанак ван планете Земље и започели колонизацију других планета. Људи су стигли на Шер, планету која се налази у далеком свемиру, и почели су стварати колоније.
Како је колонизација напредовала, људи су почели наилазити на отпор ванземаљских бића, познатих као чудовишта, које су имали способност еволуције конзумирајући локалне дивље животиње. Док су чудовишта уништила колоније на Шер-у, бивши "кротитељ планета" под именом Вилијам Кабот враћен је из пензије како би се изборио са претњом и евакуисао преостале колонисте из Шер-а. Кабот је окупио тим ловаца како би елиминисао чудовишта и заштитио њихове заједнице.

## Ток игре
Evolve је акциона видео игра са фокусом на кооперативни и такмичарски ток игре са више играча. Игра прилагођава "4:1" асиметричну структуру где четири играча преузимају контролу над Ловцима, док пети играч контролише чудовиште. Главни циљ ловаца је да прате и лове чудовиште у ограниченом временском року, док је циљ чудовишта да се развија и постане јачи.
На почетку меча чудовишту добија 30 секунди предности како би имао довољно времена да побегне пре пада ловаца из авиона. Свака мапа има отворено окружење за играче који могу да истражују. Да би Ловци могли брзо да се сналазе у околини, опремљени су ракетним појасом који им омогућава да прескоче препреке и литице. Џет-пек се такође може користити за избегавање напада од чудовишта, иако троши енергију Ловца. Тим може да прати чудовиште, као и да поставља ознаке на интерактивној мапи. Боја ових ознака разликује се на основу онога шта су играчи обележили. Ознака постаје жута за околину, наранџаста за дивље животиње или црвена за чудовиште.
чудовиште мора да ојача убијањем других дивљих животиња како би се могло борити против ловаца. Кад стекне довољно искуства, чудовиште може да се развија. Кроз еволуцију, чудовиште добија напуњене животе (енгл. Health bar), а на располагању му је више вештина, што олакшава убијање ловаца. Међутим, чудовиште је рањиво током своје еволуције и ако га ловци ухвате, процес је прекинут. чудовиште такође може ући у "прикривени режим", омогућавајући му избегавање ловаца. 
Еволве садржи пет различитих модова: Лов, Гнездо, Спашавање, Одбрана и Арена, који имају различите циљеве и за ловце и за чудовиште. Еволве пружа две различите структуре овим режимима игре: Кратка игра (енгл. Quick Play) која започиње једну рунду играња; и Евакуација, која служи као начин повезивања са више играча. У "Евакуацији" се после сваке рунде победнику даје предност на следећој мапи. Еволве такође има режим посматрача који омогућава играчима да гледају игру без учествовања. Гледалац може да мења камере и да гледа меч из перспективе Ловца или чудовишта.
Обично пет играча игра у стандардном мечу Еволве-а, при чему се четворица ловца боре против једног чудовишта. Играње са мање од пет играча, укључујући и једног играча, могуће је у свим модовима заједно са ботовима које контролише рачунар. Ови ботови могу контролисати до четири лика.

### Ловци
Еволве садржи 20 различитих људских ликова подељених у четири класе. Свака класа подразумева различите вештине и способности, а од играча се захтева да међусобно сарађују у мечу. Напредовањем кроз игру, играчи откључавају нове ликове.  Ловце одликује играњем у првом лицу. Муниција се аутоматски пуни када се оружје не користи. Еволве не дозвољава да више играча играју исту класу. Варијације играња су присутне код ликова у истој класи.
- Нападачи (енгл. Assault): Ликови у класи нападача су најсмртоноснији. Опремљени су тешким оружјем као што су пушке, ракетни бацачи, бацачи пламена и мини пушке. Ликови ове класе такође имају штит и нагазне мине. Штит пружа привремену заштиту. У другом делу игре, привремена заштита је промењена у нову способност која смањује штету.[15]

- Трагачи (енгл. Trapper): Ликови из клапе трагача могу помоћу своје опреме да прате кретања чудовишта. Како чудовиште повремено убија локалне дивље животиње, попут птица, трагач може искористити ове трагове да пронађе чудовиште. Трагачи имају и друге способности и алате који могу успорити кретање чудовишта. Након пуштања друге верзије игре, сви ловци су стекли способност коришћења покретне арене, а трагачи су стекли способност скенера биљака, слично мирису код чудовишта.[15]

- Подршка (енгл. Support): Ликови из ове класе пружају подршку и заштиту осталим ликовима. Опремљени су оружјем за наношење штете, као што је ласерски резач, или штитом који се може користити за заштиту других ловаца. Такође имају могућност да обезбеде привремене штитове за друге играче. У другом делу игре, они добијају могућност да напуне штитове других ловаца.

- Доктор (енгл. Medic): Главна техника ликова из класе доктора је заштита тима. Доктори су такође опремљени са оружјем за наношење штете. Неки доктори имају способност да оживе саиграче које је чудовиште онеспособило или убило. Према идејном концепту Еволве-а, они који играју као доктори би требало да остану иза и избегавају директну борбу са чудовиштем, а своје способности да користе само када је то неопходно.

Почевши од објављивања другог дела игре (енгл. Evolve: Stage 2), направљене су измене у класама ловаца. Свака класа сада поседује способност поља силе (енгл. Force field), способност која је некада била ексклузивна за класу трагача. Може се користити за ограничавање кретања чудовишта на малом подручју. Време поновног коришћења способности се смањује када ловци нанесу довољну штету чудовишту. Почевши од другог дела, здравље свих ловаца се регенерише ако успеју да избегну нападе чудовишта и више се не морају ослањати на класу доктора.

### Чудовишта
У игри је представљено укупно пет врста чудовишта. Слично ловцима, играчи морају да нанесу одређену штету пре него што откључају нову класу чудовишта. Различите врста чудовишта такође имају различите способности, како офанзивне тако и дефанзивне. Играчи контролишу чудовиште из перспективе треће особе, за разлику од ловаца. Чудовиште добија више способности након његове еволуције. Ток игре се не мења превише након изласка другог дела, али чудовишта су јача. Имају више живота, издржљивости, оклопа и поена за вештине како би откључали пун потенцијал. Време поновног коришћења способности је смањено.
- Голијат (енгл. Goliath):  Голијар је стартна класа чудовишта, доступан свим играчима. Има најјачи оклоп и највише живота међу чудовиштима. Голијати могу да бацају велике стене на ловце, што их може привремено омамити, као и да нападају бљувањем ватре. Да би се кретао по мапи, Голијат може да прескаче препреке.

- Кракен (енгл. Kraken): Кракен је друго чудовиште које играчи откључавају. Кракен је заснован на струји и може нападати коришћењем "Lightning Strike", "Vortex" и "Electrical Blast". Кракен такође може да поставља замке као што су мине како би повредио Ловце. Кракен се може привремено уздићи у ваздух да би побегао од ловаца или да би прешао преко неких препрека.

- Дух (енгл. Wraith): Дух је треће чудовиште које играч може да откључа. Може скочити ка Ловцу и ослободити експлозију, повредивши тиме Ловце. Такође могу да покрену малу арену у мапи која им даје бонус оклопа и снаге. Дух такође има могућност телепортације као и отмице Ловца.

- Бехемот (енгл. Behemoth): Бехемот припада садржају за преузимање. Поседује способности попут "Lava Bomb" и "Fissure", које могу омамити Ловце. Бехемот такође може да створи "Rock Wall", који може да изолује Ловца од својих саиграча.

- Горгон: Горгон је такође лик који је могуће преузети. Горгон има способности као што су "Traversal", способност кретања по мапи користећи паукову мрежу, "Acid Spit" и "Wev Snare", што може успорити Ловце. Горгон такође има две способности које користе 'друго чудовиште' звано Мимика (енгл. Mimic), што омогућава играчу да контролише клонирану верзију Горгона која експлодира како би нанела штету Ловцима; и "Spider Trap", који шаље мању верзију себе да зароби ловце.

## Развој

### Порекло
Креативни директор Фил Роб, и главни дизајнер, Крис Ештон, су заједно са Мајклом Ботом суоснивачи компаније Туртл Рок Студио. Тим је наследио развијање такмичарских игара за више играча, као што су Валве-ове Counter-Strike серије и Left 4 Dead серије. Према Робу, тим је желео да изгради кооперативну, мултиплejeр игру, јер би тимe дао шансу да породица и пријатељи играју заједно, уместо једни против других. Концепт за Еволве довршен је 2005. године, пре развоја прве Left 4 Dead игре. Међутим, пројекат је стављен на чекање, јер је Туртл Рок сматрао да тадашња технологија није довољно напредна да би се носила са дизајном игре. 
Туртл Рок Студиос се спојио са Валве-ом почетком 2008. године, али су се касније исте године и одвојили. Када се компанија поново успоставила, имала је само 13 чланова. Као нова компанија, Туртл Рок Студио се надао да ће искористити популарност Left 4 Dead франшизе како би створио нешто амбициозно и масовно пре него што људи забораве на компанију. Када су конзоле за видео игре осме генерације пуштене у продају, тим је схватио да могу креирати готово све што су желели. Прегледали су неке од својих претходних пројеката и на крају изабрали Еволве, који је, чини се, био најповољнији концепт. Тим је такође сматрао нови пројекат својим „доказним полазиштем“, пројект који би могао показати њихову способност да изграде игру великих размера. Развој Еволва званично је почео почетком 2011. године.

### Дизајн
Еволв је инспирисан ловачким играма као што су Cabelas Big Game Hunter и Deer Hunter. Чланови Туртл Рок Студија, укључујући Робa и Ештона, мислили су да је тип ловачких игара, као што је лов животиња, ретко уклопљен у акциону игру. Као резултат тога, дошли су до оригиналног концепта Еволве у коме, ако играчи не лове животиње, они могу постати њихове мете. Уместо типичних крупних животиња попут слонова и лавова, тим је замислио да је то "Кинг Конг", који се променио у ванземаљско чудовиште. Тим је игру поставио као научна фантастика која им је омогућила да у додају креативне и нереалне ствари. Такође је преузео концепт борбе против шефова и проширио га користећи тај концепт као кључну идеју приликом развоја. Замислио је Еволв као Предатора за видео игре. Циљ је био да створи искуство које је било ново за играче.
Еволв је носио неке механике игре из Left 4 Dead. Тим је првобитно мислио да би могао да се дода систем вештачке интелигенције у дивљи свет, али је касније укинут. Они су сматрали да је искуство које нуди Еволв требало бити праћење и лов на чудовиште, уместо да их стално нападају дивље животиње. Тим је такође сматрао да би могло постати иритација ако додају превише сложене механике за дивљи свет. 
Када су дизајнери одлучивали о броју ловаца на мечу, изабрали су четири јер су веровали да је то оптималан број у тиму, и да ће играчи имати бољи увид у статистику. Што се тиче перспективе чудовишта, мислили су да ће представљати изазов борити се против четворо ловаца, јер праћење може представљати потешкоћу. Чудовиште почиње као релативно слабо биће које је лако победити све док се не развије и не постане јаче. Тестери видео игара су се жалили на механику игре, јер су мислили да Ловцима бити велики недостатак немогућност развијања као код чудовишта. Међутим, дизајнерски тим је ипак одлучио да одржи ту механику, јер су мислили да ће то створити занимљиво искуство.
Окружење у игри се заснива на Земљи јер је тим за пројектовање хтео да створи свет који је био веродостојан за играче и имао је регионе који су геолошки имали смисла, након што је откривено да је рани концепт превише екстреман. Као резултат тога, дизајнери су добили инспирацију из стварних пејзажа. Желео је да се Еволве постави у бујним шумама како би се ловци и чудовишта могли сакрити једни од других. Дизајнери су покушали да створи пејзаж шуме користећи Source погон игре (енгл. Game engine), али на крају нису успели. Тада су истражили Crytek-ов погон игре, који покреће игре попут Фар Крај (енгл. Far Cry) и Крајсис (енгл. Crysis). Како су дизајнери осетили да ове игре постављају нове стандарде, одлучили су да користе тај погон игре за Еволве. Мапе су дизајниране да буду мрачне и тајанствене, тако да се играчи могу сакрити један од другог.
Еволве одликује уметнички стил инспирисан Ктулу-ом. Као резултат тога, много дивљих животиња намерно је дизајнирано да садрже пипке. Роб је претходно цртао доста езотеричних дизајна чудовишта, али је издавач, Ти-Ејџ-Кју у то време мислио да јединствен дизајн неће бити од користи. Тим је тада почео развијати "маркетиншка чудовишта" са стереотипним дизајном. Изворни Голијат био је заснован на јастогу, али је промењен у хибрида Кинг Конг-а и Годзиле. Антрополошке дизајнерске карактеристике су касније додате Голијатовом дизајну како би  играчи осећали повезаност са чудовиштима, посебно када су убијени у игри. За друго чудовиште, Кракена, тим је желео да направи створење које користи електрицитет и инспирацију је нашао у морским бићима, попут јегуља. Треће чудовиште, Дух, је инспирисано сиренама. Тим је приметио да је главна карактеристика овог чудовишта била његова способност отмице, за коју су дизајнери сматрали да ће приредити напете и узбудљиве тренутке као код класичних филмова о чудовиштима.

### Објављивање игре
Еволве је током свог развојa прилагодио нови концепт асиметричне структуре. Пројектанти нису био сигурни да ли ће "4v1" структура деловати. Према Туртл Рок-у, када су издавачи чули да креатори Left 4 Dead-а праве нову игру, били су заинтересовани. Међутим, дизајнери су наишли је на потешкоће при прилагођавању игре и искористили су два месеца као припрему.
Након вишеструких неуспеха, Туртл Рок је потражио пословног партнера, компанију која је подржала идеју и којој је био потребан кооперативна пуцачка игра. На крају су се удружили са Ти-Ејџ-Кју-ом који је послужио као издавач игре и пружио помоћ у финансирању. Тадашњи председник Ти-Ејџ-Кју-а, Дени Билсон и касније, Џејсон Рубин, су били одушевљени овом идејом. Међутим, у том тренутку, Ти-Ејџ-Кју је ушао у финансијске потешкоће. Туртл Рок је био упознат са тиме, али је одлучио да се не раздваја од њих.
Финансијска ситуација компаније Ти-Ејџ-Кју је наставила да се погоршава и 19. децембра 2012. године су прогласили банкрот. Будући да није био у могућности да настави своју издавачку и финансијску улогу, одржана је аукција за друге издаваче. Издавачи који су били заинтересовани за игру посетили су Туртл Рок Студио да би погледали пројекат. Take Two Interactive је добио на аудицији поставивши понуду од 11 милиона долара за куповину игре и обезбеђивање права на целокупну франшизу, као и на њену издавачку кућу.

## Дистрибуција
Најављено је да ће игра бити објављена за Microsoft Windows, PlayStation 4 и Xbox One 21. октобра 2014. Међутим, касније је одлучено да се продужи време развоја игре, како би је Туртл Рок дотерао игру и у потпуности остварио визију. Као резултат тога, објављивање Еволв-а је одложено за 10. фебруар 2015.
Пре пуштања у јавност, игра је више пута тестирана. Алфа верзија Еволва је названа 'Big Alfa' и објављена је за Xbox One 31. октобра 2014. године, док је за све остале платформе објављена 4. новембра 2014. године. Тим се надао да ће коришћењем алфа верзије моћи да тестирају сервере и прилагоде их. Тестирање бета верзије за Xbox One су одржане од 14. до 19. јануара 2015. Тест за PlayStation 4 и рачунаре одржан је од 16. до 19. јануара 2015. Играчи су могли да користе првих осам ловаца, као и Голијат-а и Кракен-а. Режим евакуације је такође додат бета верзији 17. јануара 2015. године. 
Мобилна игра под називом Evolve: Hunter Quest се привремено појавила на iOS App Store-у 21. јануара 2015. године, а касније је уклоњена. Игру је 2К објавио 29. јануара 2015. за iOS, Android, Windows Phone и Fire OS уређаје. У питању је бесплатна игра типа слагања плочица која је пратећа апликација Еволв.

## Одзив
Еволв је добила углавном позитивне коментаре. Веб сајт за скупљање рецензија Метакритик (енгл. Metacritic) је дала 76/100 бодова на основу 46 прегледа за PlayStation 4, за Microsoft Windows верзију 77/100 на основу 38 рецензија и Xbox Оне верзију 74/100 на основу 31 критике. Игра је добила повратне реакције од корисника са Steam платформе због превелике количине ДЛЦ-а продатих првог дана и због превеликих цена.
| Рецензије      | Поена                                  |
| -------------- | -------------------------------------- |
| Метакритик     | (PC) 77/100 (PS4) 76/100 (XONE) 74/100 |
| 'Destructoid   | 6/10                                   |
| Game informer  | 8.5/10                                 |
| GameRevolution | 4/5 звездица                           |
| GameSpot       | 8/10                                   |
| GamesRadar+    | 3.5/5 звездица                         |
| IGN            | 9/10                                   |
| PC Gamer (UK)  | 83/100                                 |

### Продаја
Игра је дебитовала на првом месту на табели продаје у Великој Британији. Постала је друга најпродаванија игра у Сједињеним Америчким Државама у фебруару. Број играча на Steam платформи се повећао за 15,930% и игра је наведена као једна од најпопуларнијих након што је постала бесплатна. Након те транзиције више од милион нових играча је играло.
До маја 2015. године, 2,5 милиона примерака је послато. Генерални директор компаније Take-Two, Штраус Зелник, сматрао је да се игра придружила франшизи GTA, BioShock и Red Dead.